# Offreduccio
Offreduccio (prima metà del XIII secolo – 1295) è stato un vescovo cattolico italiano.

## Biografia
Offreduccio, o anche Affreduccio, era imparentato con il cardinale Pietro Peregrossi e fu vescovo di Grosseto alla fine del XIII secolo. Ciò è testimoniato da una lettera – la numero 124 – di papa Niccolò IV datata 13 marzo 1291, conservata all'Archivio Vaticano.
Durante il suo episcopato ebbero inizio i lavori di costruzione della cattedrale di San Lorenzo per opera dell'architetto senese Sozzo Rustichini, più precisamente dal 1294, con la lastricazione della facciata con marmo bianco di Alberese, rosso di Caldana e broccatello di Montarrenti.
Morì nel 1295, in data imprecisata, ma dopo il 12 febbraio, in quanto in quella data risultava ancora in vita.